# Verwaltungsbehörde (Schweden)
Verwaltungsbehörden in Schweden (schwed. förvaltningsmyndighet) sind organisatorisch selbständige Einheiten innerhalb der staatlichen oder kommunalen Verwaltung. Sie sind verwaltungsorganisationsrechtliche Einheiten, die Aufgaben der öffentlichen Verwaltung wahrnehmen.
Zu beachten ist, dass gemäß dem schwedischen Grundgesetz zur Regierungsform Aufgaben der öffentlichen Verwaltung auch anderen Institutionen wie Unternehmen, Vereinen, Stiftungen u. a. übertragen werden können. In diesem Fall spricht man in Schweden nicht von Behörden.
Staatliche Verwaltungsbehörden sind entweder zentral wie die unterschiedlichen Zentralämter (schwed. ämbetsverk) oder regional wie z. B. die Provinzialregierungen oder lokal wie z. B. die Polizeiämter.
Kommunale Behörden sind entweder regional (als Teil der Provinziallandtage) oder lokal im Rahmen der Gemeindeverwaltung.

## Staatliche Zentralbehörden
Jede staatliche Zentralbehörde (schwed. ämbetsverk) ist einem Ministerium zugeordnet. Die Verwaltungsbehörden sind für die Umsetzung der vom Reichstag und der Regierung gefassten Beschlüsse und Verordnungen zuständig, sind aber in deren Durchführung selbständig, da sie nicht weisungsgebunden sind.
Jede Behörde steht unter der Leitung eines Generaldirektors und eines Verwaltungsrates, dessen Vorsitzender der Generaldirektor ist. Deren Tätigkeit wird durch das Verwaltungsgesetz aus dem Jahr 1986 geregelt.
Wichtige Zentralbehörden in Schweden sind (Auswahl):
- Arbetsmiljöverket
- Bergsstaten
- Bolagsverket
- Boverket
- Brottsoffermyndigheten
- Centrala studiestödsnämnden, CSN
- Datainspektionen
- Ekobrottsmyndigheten
- Försvarsmakten
- Högskoleverket, HSV
- Inspektionen för vård och omsorg, IVO
- Integrationsverket
- Jordbruksverket
- Kronofogdemyndigheten
- Kungliga Biblioteket, KB
- Läkemedelsverket
- Lantmäteriet
- Luftfartsstyrelsen
- Länsstyrelsen
- Migrationsverket
- Myndigheten för samhällsskydd och beredskap
- Myndigheten för skolutveckling
- Myndigheten för Sveriges nätuniversitet
- Naturvårdsverket
- Nordiska Afrikainstitutet, NAI
- Patent- och registreringsverket, PRV
- Polismyndigheten
- Post- och telestyrelsen, PTS
- Riksantikvarieämbetet
- Riksgäldskontoret
- Riksrevisionen
- Sida
- Sjöfartsverket
- Skatteverket
- Skolverket
- Socialstyrelsen
- Språk- och folkminnesinstitutet
- Statens beredning för medicinsk utvärdering, SBU
- Statens folkhälsoinstitut
- Statens historiska museer
- Statistiska centralbyrån, SCB
- Svenska institutet, SI
- Sveriges geologiska undersökning
- Sveriges meteorologiska och hydrologiska institut, SMHI
- Totalförsvarets rekryteringsmyndighet
- Trafikverket
- Transportstyrelsen
- Tullverket
- Universitetskanslersämbetet, UKÄ
- Universitets- och högskolerådet, UHR
- Vetenskapsrådet, Wissenschaftsrat